# Marco Bernardi
Marco Bernardi (* 2. Januar 1994) ist ein san-marinesischer Fußballspieler.

## Karriere
Bernardi spielte für die U-17, U-19 und für die U-21 San Marinos.